# Черничево (област Пловдив)
 Тази статия е за селото в област Пловдив.  За селото в област Кърджали вижте Черничево (Област Кърджали).  
Черничево е село в община Хисаря, област Пловдив, Южна България.

## География
Черничево се намира на границата между най-южните склонове на Същинска Средна гора и Горнотракийската низина в южния край на Хисарската котловина. Територията на селото обхваща терен върху и около коритото на протичащата през него Синя река, наричана от жителите на селото Бешбунар.
Източната граница на селото е суха река, която се нарича Дойчинов дол. На запад село Черничево се ограничава от асфалтирания път Хисар-Пловдив. На север и юг се простират ниви и пасища.
Територията на селото се пресича от север на юг от построената през 1936 г. жп линия Хисар – Долна Махала.
Землището на селото е приблизително 12 000 дка, като 75 % от обработваемата площ е поливна. На територията на землището има изградени няколко микроязовира, като най-значителен е яз. Синя река с вместимост 2 млн. куб. м. – северно от селото. Землището граничи със землищата на селата Иван Вазово, Горна Махала, Долна Махала, Дуванлии, Ново Железаре, Старо Железаре, Миромир и с това на град Хисаря.

## История

### Името на селото
Българско название на селото отпреди османския период не се знае или помни. До 1934 г. село Черничево се нарича Дудине (Дудени, Дудене). Според местни предания това название произтича от личното име на местна благодетелка или закрилница на селото от посегателствата на съседните турски села Каварджаклии и Селяметлер (Саламатларе), съществували до Руско-турската война от 1877/78 г. Точното название е: Дудин село – т.е. Селото на Дуда – Дудени – Дудене.
Друга версия за произхода на името е от турската дума за черница – дуда: Дудени или Черничево. Тази версия е описана в ръкопис от авторски колектив от Кръжока по история при Народно основно училище „Отец Паисий“ в с. Черничево, събран през учебната 1959/60 г. под ръководството на Елена Попова, учител по история в същото училище.

### Предистория, древност и ранно средновековие
Описани са много археологическите находки из цялото землище на Черничево и съседните села, което свидетелства за вековна битова култура в региона. Около Черничево са локализирани и описани праисторически и древни селища и некрополи по източната или западна речни тераси и близко до съществуващи водни извори. Няколко са частично проучени и датирани. Само селищната могила в местността „Манастиря“ е специално проучвана. Общата оценка е, че селището е възникнало през втората половина на средния неолит, в прехода към късния неолит, когато е било обитавано от матриархално-родова група. Просъществувало е до къснобронзовата епоха и ранножелязната епоха.
Според ръководителя на археологическата експедиция, проучвала селището, ст.н.с. Петър Детев, културата е развита в Мала Азия и Балканския полуостров, а към края на късния неолит се е разпространила и в останалата част на Европа. Нейни носители са първите земеделци-скотовъдци по тези земи преди повече от 6000 г. Тук за първи път в Тракия са открити глинени съдове с оранжев цвят и виненочервени ленти, както и морски мидени черупки, използвани за украшения. Според Детев селището от ранно-желязната епоха и селището от същата епоха са едно и също селище, което се е разраснало по време на съществуването си. Доказателство са откритите в района между двете селища множество фрагменти от глинени съдове от тази епоха.
Северозападно от селото, между жп линията и речното корито, на самия край на речната тераса, непосредствено преди първите къщи, са открити останки от старо селище, обитавано в периода IV-I хилядолетие пр.н.е. Югозападно от селото, върху малка височинка, вероятно селищна могила, известна под името „Керимидака“, се намират следи от селище с некропол от две могили. Следите са непроучени и не датирани. Изказано е предположение, че Тръновата могила, намираща се на запад от селото принадлежи като некропол на едното от тези две селища, тъй като се намира между тях. Североизточно от селото, където се сливат Боян дере и Калпавото дере са открити следи от селище с некропол от четири почти унищожени могили. Сигурно некропол на това селище са и петте могили, които се намират на височината на Спасова черква, както се е наричала най-голямата от тези могили. Там в местността Памукови ниви е открита бронзова статуетка на мъж в цял ръст с колчан на гърба и лък в ръка. Не се знае съдбата на находката. Югоизточно от селото в местността Селищата са открити все още недатирани следи от друго праисторическо селище. Счита се, че могилата в м. Калинката до м. Старите лозя е част от некропола на това селище.
В същото посока, в м. Следите, са открити останки от друго древно селище с некропол и могили от двете страни на речното корито – Даньовската могила и могилата южно от стената на язовира в м. Потока. Фрагменти от глинени съдове, открити в този район свидетелстват за обитавание през среднобронзовата и къснобронзовата епоха. Те са типична изработка без употреба на грънчарско колело с характерната за тази епоха рисувана украса. Селището със сигурност е просъществувало до желязната епоха, за което подсказва откритата на същото място сива тракийска керамика от елинистичната епоха – V-IV в. пр.н.е. По това време територията на Хисарската котловина е населявана от тракийското племе беси и е влиза в пределите на Одриското царство на траките. На 1,5 км южно от това селище – между западното корито и жп линията в м. Червените могили в м. Коджа кория е открита оброчна мраморна плоча на митичния тракийски конник Херос, но местонахождението на тази находка днес е неизвестно.
Южно от днешното местонахождение на селото под склоновете на Средна гора е минавал римски път между днешните Пловдив и Карлово с отклонението за древния Диоклецианопол. Днес по същия маршрут източно от селото минава т.нар. Бански път, свързващ Черничево с Миромир.
Находките за съществуването на праисторически селища на територията на гр. Хисаря и с. Черничево датират от V хилядолетие пр. Хр. Селищата са били изграждани в южната равнинна част на Хисарската котловина. 
Множество тракийски могили могат да се разгледат в местностите около с. Черничево – селищна могила в местността „Манастира“, надгробни могили в местностите „Старите лозя“, „Долното селище“, „Кинлик тепе“, „Керемидака“, могилен некропол „Червените могили“ в местността „Селище“ и некропола в местността „Спасова черква“, както и могилите в местностите „Тръновица“, „Курията“, „Туплука“, „Кара осма“, „Къра“, „Камсъзова“. Останки от антични селища могат да се разгледат в местностите „Манастира“, „Долното селище“, „Сини вир“, „Търнова могила“, „Дойчинов дол“ и „Котов дол“ в землището на с. Черничево. 

### Османски период
Уредникът на Историческия музей в Пловдив Недялко Немски през 70-те години на 20 в. цитира документи на феодалната династия Гюмюш Гюдани, в които се споменава за данъчни регистри на Дудени. Знае се също така, че на днешното си място селото е от 1812 година – според устни сведения и разкази на възрастни хора, записани от Борис Симеонов Тодоров, роден през 1956 г. Сведенията, събрани от него, свидетелстват за неколкократното опожаряване и разоряване на селото по времето на кърджалийските набези на Кара Фейзи в този район в началото на 19 век. Върлувала е чума и се помнят два вола, които теглили ритла за сено с наредени върху ѝ трупове за погребение. Известно от тази летопис е и мястото, където първоначално се е намирало Черничево – в м. Долното селище – южно от Даньовската могила на левия бряг на Синя река. В м. Гяуролан са се провеждали селските майски събори на т.нар. Летен Свети Никола – който е патрон на църквата в селото.
В този исторически период, за да се спаси от кърджалиите, селото се разделя на три села – Горна махала, Долна махала и Черничево. Първите две села се разселват няколко пъти преди да се установят на днешното си местоположение. Жителите на днешното Черничево най-напред се заселват в м. Колибите североизточно от селото – на север от кариерата за камъни, но след година се премества в м. Селищата – югоизточно от селото на левия бряг на Дойчинов дол. Там те престояват две години и през 1812 година установяват трайно селото на днешното му местоположение. В м. Водния камък е открита една голяма скала, близо до така наречената Кралимарковска скала – съществуваща и до днес с обширен, но непроучен и до днес надпис и изсечен кръст, от онова време. Счита се, че този камък е играл роля на църковен олтар в гъстата гора, където са се крили хората и са намирали спасение в размирни години.
На север от днешното местоположение на селото – от източната страна на първия ЖП прелез, шосеен надлез над ЖП линията – до Освобождението на България е съществувало турско село, наречено Саматларе, чиито жители се изселват заедно с отстъпващата турска армия през Освободителната война 1877/78. Друго турско село се наричало Каварджаклии и се намирало на около 2 км южно от селото – на десния бряг на река Синя река в м. Конлука. Жителите и на двете села се изселили по време на Освободителната Руско – турска война 1877/78 г. преди руските войски да минат през Черничево.
В землището на Черничево бащата на Народния поет Иван Вазов е притежавал чифлик. В борбите за Освобождението на селото черничевци вземат дейно участие. В селото е основан Революционен комитет с членове: Димо Банков /1838 – 1918/, Стойчо Дамянов /1807 – 1881/, Стоян Дончев, Ненко Богданов Молев/ и др. Този комитет е част от организираната революционна мрежа на Васил Левский и е заклет на 25 февруари 1872 в присъствието на Васил Левски, посетил селото на път за Пловдив. Същият комитет е възстановен през февруари 1876 г. от Панайот Волов във връзка с подготовка на бъдещото Априлско въстание. В работата на Великото Народно събрание на Оборище взел участие Стойчо Дамянов (Налбантина) като делегат от Дудини. Стойчо Дамянов е поименно споменат от Захарий Стоянов в „Записките по Българските въстания“ като най-възрастният народен представител на събранието. В крайна сметка въстание през 1876 г. в селото не избухва.
През османския период на селото остава малко – до 30 къщи на няколко рода: Минчевци, Стойчовци, Кокалите, Караджите, Молевци, Бараците, Къдерите, Драгановци, Бургелите и др. По време на Руско-турската война части от руската войска преминават през селото в периода между 7 и 16 януари 1878 г., като в двора на църквата е устроено посрещане и молебен.

### Черничево от Освобождението 1878 г. до наши дни
Първият кмет на селото след Освобождението е Танчо Василев (Молев). През 1882 – 1886 г. се построява църквата „Св. Никола“, върху мястото на по-стара постройка. В пристройка на църквата е действало килийно училище. За първия учител е доведен в селото Трифон Цочев, който се занимавал и с шивачество. Запомнени са имената на учителите Киро Стремски от Карлово, Иван Бормалийски от Веригово, преподавал от 1896 до 1910 г. Баба Мариола, Стефан Перков – наричан Рошавия Даскал от Веригово, Анка Янкова Георгиева от Пловдив, преподавала от 1930 до 1942 г. и др. През 1929/30 г. е построена нова сграда на училище под името „Отец Паисий“, която е достроявана впоследствие. В неговото построяване вземат участие всички черничевци с доброволен труд и парични средства. Тухлите за строежа са докарани с волски коли от Пловдив. Училището е разрушено и през 2002 г. е продадено заедно с парцела от ОбНС-Хисар.
През 1926 година в западния край, между днешната железопътна линия Долна махала – Хисар и шосето Калояново – Пловдив се заселват 20 семейства македонски бежанци от село Възмен, което след Междусъюзническата война от 1913 година остава в Гърция. Те основават местния клон на Съюз на македонските емигрантски организации. През 1943 година, след като в 1941 година България започва да администрира Беломорска Тракия и Македония, всичките 20 семейства се връщат в родното си село, но през септември 1944 с оттеглянето на българските войски от Беломорието тези преселници отново се установяват в Черничево, където потомците им живеят и до днес.
През 1907 г. е учредена Кредитна кооперация „Съгласие“, а през 1940 г. се открива потребителски дюкян към нея с първи магазинер Найден Стоянов Минчев /1901 – 1983/. През 1931 година се създава читалище „Светлина“ с активна театрална група, а по-късно и танцов състав за фолклорни танци. През 1959 – 1963 г. се изгражда нова сграда в сегашния и вид и се преименува на Народно читалище „Ечо Неделев“. Днес местният пощенски клон е разположен в западния заден вход на читалищната сграда. През 1936 е прокарана жп линията село Долна махала – Хисар, като е изградена сградата на ЖП спирка Черничево – съществуваща и до днес.
През 1950 г. се създава първото ТКЗС с общо 32 семейства кооператори. До 1956 г. след принудителната масовизация се вкарват в ТКЗС и поземлените имоти на всички останали селски семейства. След масовизацията доста от жителите на селото се изселват в околните градове Пловдив, Карлово и Хисар.
От 50-те години до края на ХХ в. в селото работи здравен пункт с медицински фелдшер. През 60-те години са изградени няколко микроязовира, а през 70-те след построяването на язовир „Синя река“ е изградена хидромелиоративна система за поливно земеделие. По същото време са изградени нови сгради на краварници в стопанския двор. Впоследствие в Черничево се развива най-голямата кравеферма в Южна България с над 4000 говеда. През 1974 г. е построена сградата на магазина на „Наркооп“ в селото в днешния ѝ вид. През 1979/80 се изгражда и масов водопровод за питейна вода, чието захранване става с вода от Стряма и трасето му минава през Средна гора. Кладенците, от които също се черпи вода, се намират североизточно от железния шосеен мост на пътя Пловдив – Карлово, и вдясно от пътната отбивка за Войнягово. Водоемът, осигуряващ самото захранване на селото с питейна вода, се намира на около 2 км северно от селото в землището на Миромир. През май 1983 г. са асфалтирани улиците на селото, а през 1987 г. се провежда масова телефонизация. Местното ТКЗС е интегрирано в АПК град Хисар през 80-те години, но през 1994 е разформировано в изпълнение на Закон за реституция на селскостопанските земи и престава да съществува. Впоследствие е учредена Земеделска кооперация върху земята, възстановена на собствениците им отпреди масовизацията.
В селото е създаден местен футболен клуб „Славия“-Черничево, но след обезлюдяването на селото в края на 80-те години на ХХ в. клубът престава да съществува.

## Обществени институции
Кметството е единствената държавна институция в селото. До 1963 г. сградата на Кметството е била южно от църквата. Днес там е празно място между югозападния ъгъл на църковната ограда и северозападния ъгъл на Читалището. Днешната страда на Кметството се намира в източния край на парка пред Читалището.

### Кметове на Черничево
- 1907 – 1909 – Данчо Михов Стойнов,
- 1909 – 1913 – Стоян Богданов Чоков,
- 1913 – 1918 – Рангел Танчев Стойнов,
- 1918 – 1919 – Дочо Стойчев Дамянов,
- 1919 – 1920 – Христос Митов Пашов,
- 1920 – 1921 – Геро Атанасов Геров,
- 1921 – 1922 – Петър Рачев Караджов,
- 1922 – 1923 – Нено Костадинов Николов,
- 1923 – 1928 – Стоян Богданов Чоков,
- 1928 – 1929 – Банко Димов Банков,
- 1929 – 1931 – Стоян Богданов Чоков,
- 1931 – 1932 – Данчо Петров Куртов,
- 1932 – 1933 – Вълко Стойчев Дамянов,
- 1933 – 1934 – Ненчо Кръстев Неделев,
- 20.06.1934 – 30.03.1938 – Иван Данчев Михов,
- 30.03.1938 – 01.10.1943 – Тодор Дончев Стоянов,
- 01.10.1942 – 09.09.1944 – Ангел Стоянов Дамянов,
- 09.09.1944 – Драган Петров Драганов,
- Иван Трифонов Данчев,
- Васил Танчев,
- Танчо Добрев,
- Мито Тодоров Пашов,
- Васил Георгиев Тодоров,
- Никола Петров Драганов,
- Ечо Дочев Иванов,
- Атанас Прокопов Атанасов,
- Борис Симеонов Тодоров,
- Александър Димов Александров,
- Данчо Стоянов Николов,
- Иван Рангелов Иванов,
- Петър Ечев Петров,
- Богдан Иванов Богданов.
- Тихомир Гаджев

## Религия и култура
Традиционните селските събори в миналото са се провеждали през май в деня на т.нар. Летен Св. Никола. В годините след установяване на комунистическия режим се налага практиката Събора да се провежда на 24 май – Денят на българската писменост и култура. Днес празникът се провежда в деня на най-близката до 24 май събота със съображението, че тогава е най-удобното време за събиране на живущите извън селото черничевци. Поради тази причина Събора е изгубил донякъде автентичния си духовен смисъл и предназначение, което предците на днешните черничевци са влагали.
Голяма роля за запазване на автентичния местен фолклор и издигане на културното и просветно равнище на населението е играло Читалище „Светлина“ – учредено през 1931 г. От 24 май 1963 г. е наречено „Ечо Неделев“ и се открива сегашната сграда със своите детски, младежки танцови състави и певчески хор за автентичен фолклор. Съществувала е театрална трупа. Изнасяни са се любителски представления на популярни за времето си пиеси като „Хан Татар“, „Хъшове“, „Тревога“ и други. Читалищната библиотека наброява над 15 000 тома художествена, научно-популярна и детска литература. В голямата зала се прожектират филми, масово посещавани през 70-те години. Изнасят се концерти от професионални народни състави и певци. На сцената са гастролирали народните певци Недялка Керанова, Костадин Гугов, Сестри Кушлеви, Вълчо Иванов, артистите Константин Коцев, Никола Анастасов, „Буфосинхронистите“ и акордеонистите Петко Радев, Петко Дачев и много други.
Училището НОУ „Отец Паисий“ е построено от жителите на селото с волни пожертвувания и труд през 1930 и достроявано през 1936 г. До 1970 год е обучавало ученици до VII клас, а след това до закриването му през 1976 до IV клас. През седемдесетте години на ХХ в. в работилницата на училището се помещава Промишлено-учебен център на АПК г. Хисар за обучаване на механизатори за нуждите на комплекса. Днес сградата на училището е разрушена, а теренът е продаден от ОбНС в г. Хисар на частни лица. През 1986 г. училищната камбана е прибрана за съхранение в сградата на Кметството. През 2005 г. при ремонта на църквата училищната камбана е прибавена в камбанарията на Църквата, където се намира и до днес.
Жителите на селото изповядват православно християнство. Църквата „Свети Никола“ е построена през 1886 върху по-стар дървен параклис. Последният черничевски свещеник отец Николай умира през 1973 г. Днес църквата се обслужва по празниците от приходящ свещеник.
До началото на 60-те години на ХХ век в Дойчиновия дол – югоизточно от селото – близо до м. Селищата е съществувал изворът Аязмото, вероятно използван от времето, когато селото се е намирало в тази местност. Смятало се е, че водата му е лековита. Днес изворът е пресъхнал. В четирите краища на селото – по посоките на света – са били засадени т.нар. Черковски каваци – тополи, на които населението е възлагало мистичната задача да предпазват селото от болести и епидемии.

## Личности
- Данчо Данчев – български учител и есперантист